# Sebastian Skube
Sebastian Skube es un jugador de balonmano esloveno que juega de lateral izquierdo en el Chambéry Savoie Handball y en la selección de balonmano de Eslovenia. Es hermano de Staš Skube.

## Palmarés

### RK Koper
- Liga de balonmano de Eslovenia (1): 2011
- Copa de Eslovenia de balonmano (1): 2011
- EHF Challenge Cup (1): 2011

### RK Celje
- Liga de balonmano de Eslovenia (1): 2014
- Copa de Eslovenia de balonmano (2): 2013, 2014

### Bjerringbro-Silkeborg
- Liga danesa de balonmano (1): 2016

## Clubes
- Trimo Trebnje (2005-2010)
- RK Koper (2010-2012)
- RK Celje (2012-2014)
- Bjerringbro-Silkeborg (2014-2021)
- Chambéry Savoie Handball (2021- )